# Gabriel Abrantes
Gabriel Abrantes (Chapel Hill, Carolina do Norte, EUA, 1984) é um artista plástico e cineasta português.
Gabriel Abrantes concluiu em 2006 os seus estudos em cinema e artes na The Cooper Union, em Nova Iorque, em 2005/06 estudou na École Nationale des Beaux-Arts, em Paris e em 2007 estudou em Le Fresnoy Studio National des Arts Contemporains, Tourcoing, França. Participou na Bienal de São Paulo em 2016, está representado na coleção de arte moderna da Fundação Calouste Gulbenkian, em 2010 ganhou o Prémio Leopardo de Ouro, no Festival de Locarno, pelo seu filme A History of Mutual Respect. e em 2018 obteve o Grande Prémio da Semana da Crítica e o Palme Dog no Festival de Cannes, por Diamantino.
Em 2021, Gabriel Abrantes ganhou o Prémio Autores na categoria de melhor exposição de artes plásticas com Melancolia Programada, exposta no MAAT.

## Filmografia
Entres os seus filmes incluem-se:

### Longa-metragem
- 2018 – Diamantino (co-realizado com Daniel Schmidt)

### Média-metragem
- 2011 – Palácios de Pena (co-realizado com Daniel Schmidt)

### Curta-metragem
- 2020 – O Cordeiro de Deus (como Produtor apenas)
- 2019 – Les Extraordinaires Mésaventures de la Jeune Fille de Pierre
- 2016 – Os Humores Artificiais
- 2016 – A Brief History of Princess X
- 2016 – The Hunchback (co-realizado com Ben Rivers)
- 2015 – Freud und Friends
- 2014 – Taprobana
- 2013 – Ennui Ennui
- 2012 – Ὄρνιθες [Ornithes – Birds]
- 2012 – Fratelli (co-realizado com Alexandre Melo)
- 2011 – Baby Back Costa Rica
- 2011 – Liberdade (co-realizado com Benjamin Crotty)
- 2010 – A History of Mutual Respect (co-realizado com Daniel Schmidt)
- 2009 – Too Many Daddies, Mommies and Babies
- 2008 – Visionary Iraq (co-realizado com Benjamin Crotty)
- 2008 – Arabic Hare
- 2008 – Gugg ‘n’ Tate
- 2008 – Obama For President (co-realizado com Benjamin Crotty)
- 2006 – Olympia I & II (co-realizado com Katie Widloski)
- 2006 – Dear God Please Save Me
- 2006 – Razor Thin Definition of Punk
- 2006 – Anarchist King

### Antologia
- 2020 – Quatro Contos de Gabriel Abrantes
- 2015 – Aqui, em Lisboa: Episódios da Vida da Cidade

## Colaboradores recorrentes
| Colaborador                                             | Too Many Daddies, Mommies (...) (2009)          | A History of Mutual Respect (2010)              | Palácios de Pena (2011)                         | Liberdade (2011)                                | Baby Back Costa Rica (2011)                     | Fratelli (2012)                                 | Zwazo (2012)                                    | Ennui Ennui (2013)                              | Taprobana (2014)                                | Freud und Friends (2015)                        | The Hunchback (2016)                            | A Brief History of Princess X (2016)            | Os Humores Artificiais (2016)                   | Diamantino (2018)                               | Les Extraordinaires Mésaventures (...) (2019)   | Total                                           |
| Membros de elenco frequentes (4 ou mais filmes)         | Membros de elenco frequentes (4 ou mais filmes) | Membros de elenco frequentes (4 ou mais filmes) | Membros de elenco frequentes (4 ou mais filmes) | Membros de elenco frequentes (4 ou mais filmes) | Membros de elenco frequentes (4 ou mais filmes) | Membros de elenco frequentes (4 ou mais filmes) | Membros de elenco frequentes (4 ou mais filmes) | Membros de elenco frequentes (4 ou mais filmes) | Membros de elenco frequentes (4 ou mais filmes) | Membros de elenco frequentes (4 ou mais filmes) | Membros de elenco frequentes (4 ou mais filmes) | Membros de elenco frequentes (4 ou mais filmes) | Membros de elenco frequentes (4 ou mais filmes) | Membros de elenco frequentes (4 ou mais filmes) | Membros de elenco frequentes (4 ou mais filmes) | Membros de elenco frequentes (4 ou mais filmes) |
| ------------------------------------------------------- | ----------------------------------------------- | ----------------------------------------------- | ----------------------------------------------- | ----------------------------------------------- | ----------------------------------------------- | ----------------------------------------------- | ----------------------------------------------- | ----------------------------------------------- | ----------------------------------------------- | ----------------------------------------------- | ----------------------------------------------- | ----------------------------------------------- | ----------------------------------------------- | ----------------------------------------------- | ----------------------------------------------- | ----------------------------------------------- |
| Carloto Cotta                                           |                                                 |                                                 |                                                 |                                                 |                                                 | Yes                                             |                                                 |                                                 |                                                 | Yes                                             | Yes                                             |                                                 |                                                 | Yes                                             |                                                 | 4                                               |
| Filipe Vargas                                           | Yes                                             |                                                 |                                                 |                                                 |                                                 | Yes                                             |                                                 |                                                 |                                                 |                                                 |                                                 | Yes                                             |                                                 | Yes                                             |                                                 | 4                                               |
| Membros de equipa técnica frequentes (4 ou mais filmes) |                                                 |                                                 |                                                 |                                                 |                                                 |                                                 |                                                 |                                                 |                                                 |                                                 |                                                 |                                                 |                                                 |                                                 |                                                 |                                                 |
| Carlos Abreu (Edição de Som)                            |                                                 |                                                 |                                                 |                                                 |                                                 |                                                 |                                                 |                                                 |                                                 | Yes                                             | Yes                                             | Yes                                             | Yes                                             |                                                 |                                                 | 4                                               |
| Natxo Checa (Produção)                                  |                                                 | Yes                                             | Yes                                             | Yes                                             |                                                 |                                                 | Yes                                             |                                                 | Yes                                             |                                                 | Yes                                             |                                                 |                                                 |                                                 |                                                 | 6                                               |
| Philippe Deschamps (Som)                                |                                                 |                                                 |                                                 |                                                 |                                                 |                                                 |                                                 | Yes                                             | Yes                                             |                                                 |                                                 | Yes                                             |                                                 |                                                 | Yes                                             | 4                                               |
| Daniel Gries (Foley)                                    |                                                 | Yes                                             | Yes                                             |                                                 |                                                 | Yes                                             |                                                 |                                                 | Yes                                             | Yes                                             | Yes                                             |                                                 |                                                 |                                                 | Yes                                             | 7                                               |
| Margarida Lucas (Montagem)                              |                                                 |                                                 |                                                 |                                                 |                                                 |                                                 |                                                 |                                                 |                                                 | Yes                                             | Yes                                             | Yes                                             | Yes                                             |                                                 | Yes                                             | 5                                               |
| Jorge Quintela (Cinematografia)                         |                                                 |                                                 |                                                 |                                                 |                                                 |                                                 |                                                 |                                                 |                                                 | Yes                                             | Yes                                             | Yes                                             | Yes                                             |                                                 |                                                 | 4                                               |
| Daniel Schmidt (Co-realização)                          | Yes                                             | Yes                                             | Yes                                             |                                                 |                                                 |                                                 |                                                 |                                                 |                                                 |                                                 |                                                 |                                                 |                                                 | Yes                                             |                                                 | 4                                               |
| Justin Taurand (Produção)                               |                                                 |                                                 |                                                 |                                                 |                                                 |                                                 |                                                 | Yes                                             |                                                 |                                                 | Yes                                             | Yes                                             |                                                 | Yes                                             | Yes                                             | 5                                               |
| Pedro Vilela (Colorista)                                |                                                 |                                                 | Yes                                             | Yes                                             | Yes                                             | Yes                                             |                                                 |                                                 |                                                 |                                                 |                                                 |                                                 |                                                 |                                                 |                                                 | 4                                               |

## Prémios
- 2021 – Prémio Autores na categoria de melhor exposição de artes plásticas, por Melancolia Programada.[6]
- 2018 – Grande Prémio da Semana da Crítica e Palme Dog, no Festival de Cannes, por Diamantino.[5]
- 2016 – Nomeação para os European Film Awards no Festival de Berlim, por Os Humores Artificiais.[7]
- 2010 – Leopardo de Ouro no Festival de Locarno, em 2010, pelo filmeA History of Mutual Respect[4]